# Nunhead
Nunhead is een wijk in het Londense bestuurlijke gebied Southwark, in de regio Groot-Londen.

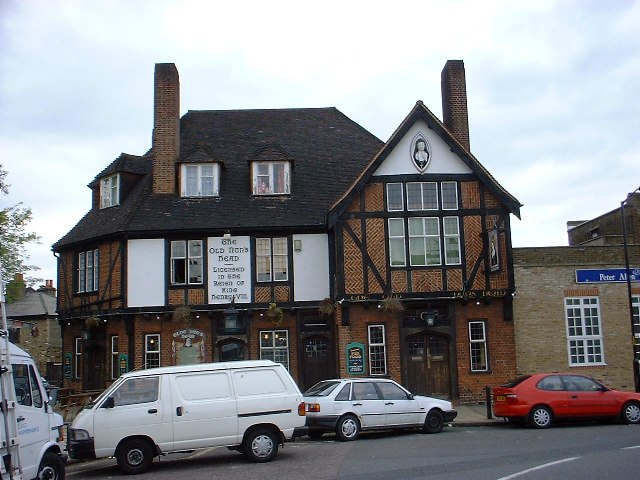
The Old Nuns Head
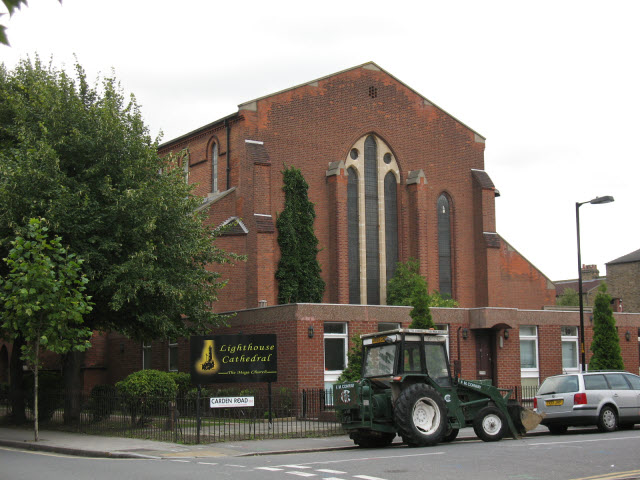
The Lighthouse Cathedral